# Fuipiano Valle Imagna
Fuipiano Valle Imagna ist eine italienische Gemeinde (comune) mit 209 Einwohnern (Stand 31. Dezember 2023) in der Provinz Bergamo, Region Lombardei.

## Geographie
Fuipiano Valle Imagna liegt 20 km nordwestlich der Provinzhauptstadt Bergamo und 50 km nordöstlich der Metropole Mailand.
Die Nachbargemeinden sind Brumano, Corna Imagna, Val Brembilla, Locatello, Taleggio und Vedeseta.